# Sylloge Parisina
Sylloge Parisina (Colección Parisina) es la mejor colección de Sylloge (colecciones) de epigramas griegos, contenidos en el Codex Par. Suppl. gr. 3521. Este códice contiene las 150 primeras hojas de varios textos retóricos y epistolares. La Colección de París se encuentra junto con otros materiales en las últimos 32 hojas (de la hoja 179 da la hoja 182), y con el cuarto número (quaternium).
Entre los 118 epigramas de que consta, 16 epigramas no se encuentran ni en la Antología palatina ni la Antología de Planudes.
La última edición de la colección Sylloge Parisina es la Cougny.